# 武輝翼
武輝翼（越南语：／；1798年—1872年），越南阮朝官員。

## 生平
武輝翼是北寧省慈山府桂陽縣廣覽總廣覽社（今北寧省桂武縣漢廣社廣覽村）人，西山朝景盛五年（1798年）出生。初以秀才身份擔任青波縣訓導。嗣德四年（1851年），嗣德帝下令開制科，武輝翼考取制科一甲吉士及第第三名探花。此時他已經五十四歲了。授翰林院侍講，充經筵起居注。後任河內督學。嗣德十二年（1859年），任國子監祭酒，不久又任國史館纂修，後以到了退休年齡為由致仕。嗣德二十五年（1872年），武輝翼在家去世，年七十五歲。